# Danh sách ấn phẩm do IEEE xuất bản
Các ấn phẩm của Institute of Electrical and Electronics Engineers (IEEE) chiếm khoảng 30% số ấn phẩm trên toàn thế giới trong các lĩnh vực về kĩ thuật điện, điện tử, và khoa học máy tính, với hơn 100 tập san học thuật có bình duyệt (peer-reviewed journal). Nội dung của những journal này cũng như của hàng trăm hội nghị (conference) thường niên hiện có trên thư viện kĩ thuật số online của IEEE. IEEE cũng xuất bản trên 750 tuyển tập hội nghị (conference proceeding) mỗi năm. Ngoài ra, IEEE Standards Association duy trì hơn 1,300 tiêu chuẩn trong kĩ thuật.

## Các journal học thuật IEEE
- IEEE Access
- Advanced Packaging, IEEE Transactions on
- Aerospace and Electronic Systems, IEEE Transactions on
- Affective Computing, IEEE Transactions on
- Antennas and Propagation, IEEE Transactions on
- Antennas and Wireless Propagation Letters, IEEE
- Applied Superconductivity, IEEE Transactions on
- Audio and Electroacoustic, IEEE Transactions on
- Audio, Speech and Language Processing, IEEE Transactions on
- Automatic Control, IEEE Transactions on
- Automation Science and Engineering, IEEE Transactions on
- Autonomous Mental Development, IEEE Transactions on
- Biomedical Circuits and Systems, IEEE Transactions on
- Biomedical Engineering, IEEE Reviews in
- Biomedical Engineering, IEEE Transactions on
- Broadcasting, IEEE Transactions on
- Circuits and Systems for Video Technology, IEEE Transactions on
- Circuits and Systems I: Regular Papers, IEEE Transactions on
- Circuits and Systems II: Express Briefs, IEEE Transactions on
- Cloud Computing, IEEE Transactions on
- Communications Letters, IEEE
- Communications, IEEE Journal on Selected Areas in
- Communications, IEEE Transactions on
- Components and Packaging Technologies, IEEE Transactions on
- Computational Biology and Bioinformatics, IEEE/ACM Transactions on
- Computational Intelligence and AI in Games, IEEE Transactions on
- Computer Architecture Letters, IEEE
- Computer-Aided Design of Integrated Circuits and Systems, IEEE Transactions on
- Computers, IEEE Transactions on
- Computing in Science & Engineering
- Consumer Electronics, IEEE Transactions on
- Control Systems and Technology, IEEE Transactions on
- Dependable and Secure Computing, IEEE Transactions on
- Device and Materials Reliability, IEEE Transactions on
- Dielectrics and Electrical Insulation, IEEE Transactions on
- Display Technology, Journal of
- Earth Observations and Remote Sensing, IEEE Journal of Selected Topics in Applied
- Education, IEEE Transactions on
- Electrical and Computer Engineering, Canadian Journal of
- Electromagnetic Compatibility, IEEE Transactions on
- Electron Device Letters, IEEE
- Electron Devices, IEEE Transactions on
- Electronic Materials, IEEE/TMS Journal of
- Electronics Packaging Manufacturing, IEEE Transactions on
- Embedded Systems Letters, IEEE
- Emerging and Selected Topics in Circuits and Systems, IEEE Journal of
- Emerging Topics on Computing, IEEE Transactions on
- Energy Conversion, IEEE Transactions on
- Engineering Management, IEEE Transactions on
- Evolutionary Computation, IEEE Transactions on
- Fuzzy Systems, IEEE Transactions on
- Geoscience and Remote Sensing Letters, IEEE
- Geoscience and Remote Sensing, IEEE Transactions on
- Haptics, IEEE Transactions on
- Image Processing, IEEE Transactions on
- Industrial Electronics, IEEE Transactions on
- Industrial Informatics, IEEE Transactions on
- Industry Applications, IEEE Transactions on
- Information Forensics and Security, IEEE Transactions on
- Information Technology in Biomedicine, IEEE Transactions on
- Information Theory, IEEE Transactions on
- Instrumentation and Measurement, IEEE Transactions on
- Intelligent Transportation Systems, IEEE Transactions on
- Knowledge and Data Engineering, IEEE Transactions on
- Latin America Transactions, IEEE
- Learning Technologies, IEEE Transactions on
- Lightwave Technology, Journal of
- Magnetics, IEEE Transactions on
- Magnetics Letters, IEEE
- Manufacturing Technology, IEEE Transactions on
- Mechatronics, IEEE/ASME Transactions on
- Medical Imaging, IEEE Transactions on
- Microelectromechanical Systems, Journal of
- Microwave and Wireless Components Letters, IEEE
- Microwave Theory and Techniques, IEEE Transactions on
- Mobile Computing, IEEE Transactions on
- Multimedia, IEEE Transactions on
- Nanobioscience, IEEE Transactions on
- Nanotechnology, IEEE Transactions on
- Network and Service Management, IEEE Transactions on
- Networking, IEEE/ACM Transactions on
- Neural Networks and Learning Systems, IEEE Transactions on
- Neural Systems and Rehabilitation Engineering, IEEE Transactions on
- Nuclear Science, IEEE Transactions on
- Oceanic Engineering, IEEE Journal of
- Optical Communications and Networking, IEEE/OSA Journal of
- Parallel and Distributed Systems, IEEE Transactions on
- Pattern Analysis and Machine Intelligence, IEEE Transactions on
- Photonics Journal, IEEE
- Photonics Technology Letters, IEEE
- Photovoltaics, IEEE Journal of
- Plasma Science, IEEE Transactions on
- Power Delivery, IEEE Transactions on
- Power Electronics Letters, IEEE
- Power Electronics, IEEE Transactions on
- Power Systems, IEEE Transactions on
- Proceedings of the IEEE
- Professional Communication, IEEE Transactions on
- Project Safety Engineering, IEEE Journal on
- Quantum Electronics, IEEE Journal of
- Quantum Electronics, IEEE Journal of Selected Topics in
- Reliability, IEEE Transactions on
- Robotics, IEEE Transactions on
- Semiconductor Manufacturing, IEEE Transactions on
- Sensors Journal, IEEE
- Services Computing, IEEE Transactions on
- Signal Processing Letters, IEEE
- Signal Processing, IEEE Journal on Selected Topics in
- Signal Processing, IEEE Transactions on
- Smart Grid, IEEE Transactions on
- Software Engineering, IEEE Transactions on
- Solid-State Circuits, IEEE Journal of
- Sustainable Energy, IEEE Transactions on
- Systems Journal, IEEE
- Systems, Man and Cybernetics, IEEE Transactions on
  - Systems, Man and Cybernetics, Part A, IEEE Transactions on
  - Systems, Man and Cybernetics, Part B, IEEE Transactions on
  - Systems, Man and Cybernetics, Part C, IEEE Transactions on
- Terahertz Science and Technology, IEEE Transactions on
- Ultrasonics, Ferroelectrics and Frequency Control, IEEE Transactions on
- Vehicular Technology, IEEE Transactions on
- Very Large Scale Integration (VLSI) Systems, IEEE Transactions on
- Visualization and Computer Graphics, IEEE Transactions on
- Wireless Communications Letters, IEEE
- Wireless Communications, IEEE Transactions on

## Các magazine IEEE
- Aerospace & Electronics Systems Magazine, IEEE
- Annals of the History of Computing, IEEE
- Antennas & Propagation Magazine, IEEE
- Circuits & Devices Magazine, IEEE
- Circuits and Systems Magazine, IEEE
- Communications Magazine, IEEE
- Communications Surveys and Tutorials, IEEE
- Computer
- Computer Graphics & Applications, IEEE
- Computational Intelligence magazine, IEEE
- Consumer Electronics Magazine, IEEE
- Control Systems Magazine, IEEE
- Design & Test of Computers, IEEE
- Distributed Systems Online, IEEE
- Electrical Insulation Magazine, IEEE
- Engineering in Medicine & Biology Magazine, IEEE
- Engineering Management Review, IEEE
- Industry Applications Magazine, IEEE
- Industrial Electronics Magazine, IEEE
- Instrumentation & Measurement Magazine, IEEE
- Intelligent Systems, IEEE
- Intelligent Transportation Systems Magazine, IEEE
- Internet Computing, IEEE
- IT Professional
- Micro, IEEE
- Microwave Magazine, IEEE
- Multimedia, IEEE
- Nanotechnology Magazine, IEEE
- Network, IEEE
- Pervasive Computing, IEEE
- Potentials, IEEE
- Pulse, IEEE
- Power & Energy Magazine, IEEE
- Robotics & Automation Magazine, IEEE
- Security and Privacy Magazine, IEEE
- Signal Processing Magazine, IEEE
- Software, IEEE
- Solid State Circuits Magazine, IEEE
- Spectrum, IEEE
- Technology & Society Magazine, IEEE
- Vehicular Technology Magazine, IEEE
- Wireless Communications, IEEE
- Women in Engineering Magazine, IEEE

## Khác
- Communications and Networks, Journal of, by the Korean Institute of Communications Sciences (KICS) and technically cosponsored by the IEEE Communications Society